# Rzepedź

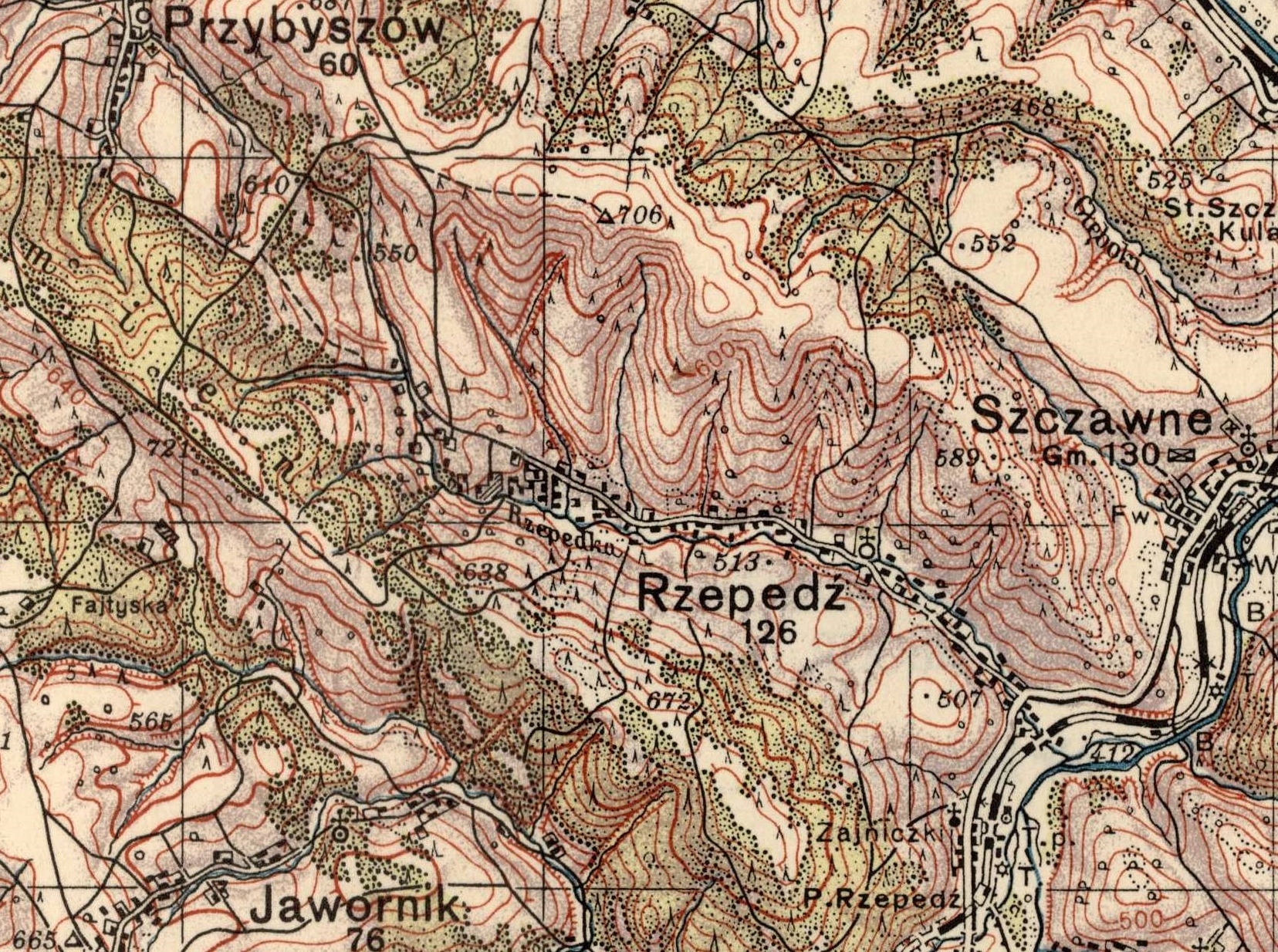
Rzepedź na mapie Wojskowego Instytutu Geograficznego z 1938 roku

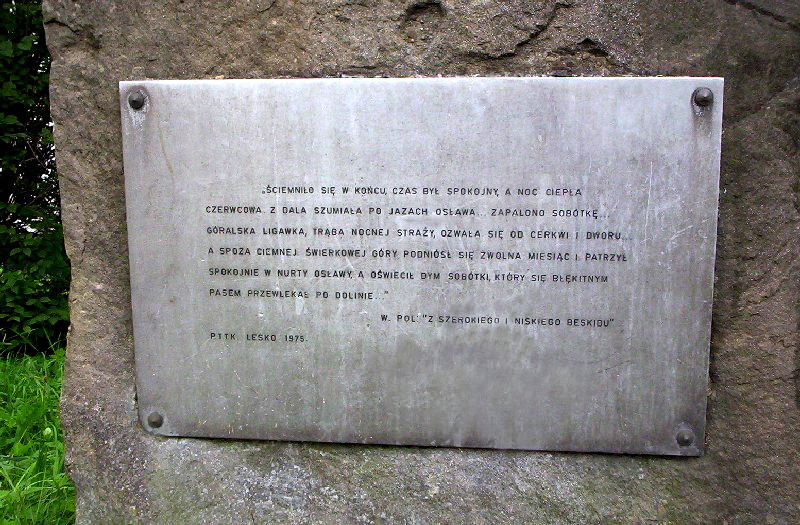
Tablica w Rzepedzi upamiętniająca pobyt Wincentego Pola w Bieszczadach i Beskidzie Niskim

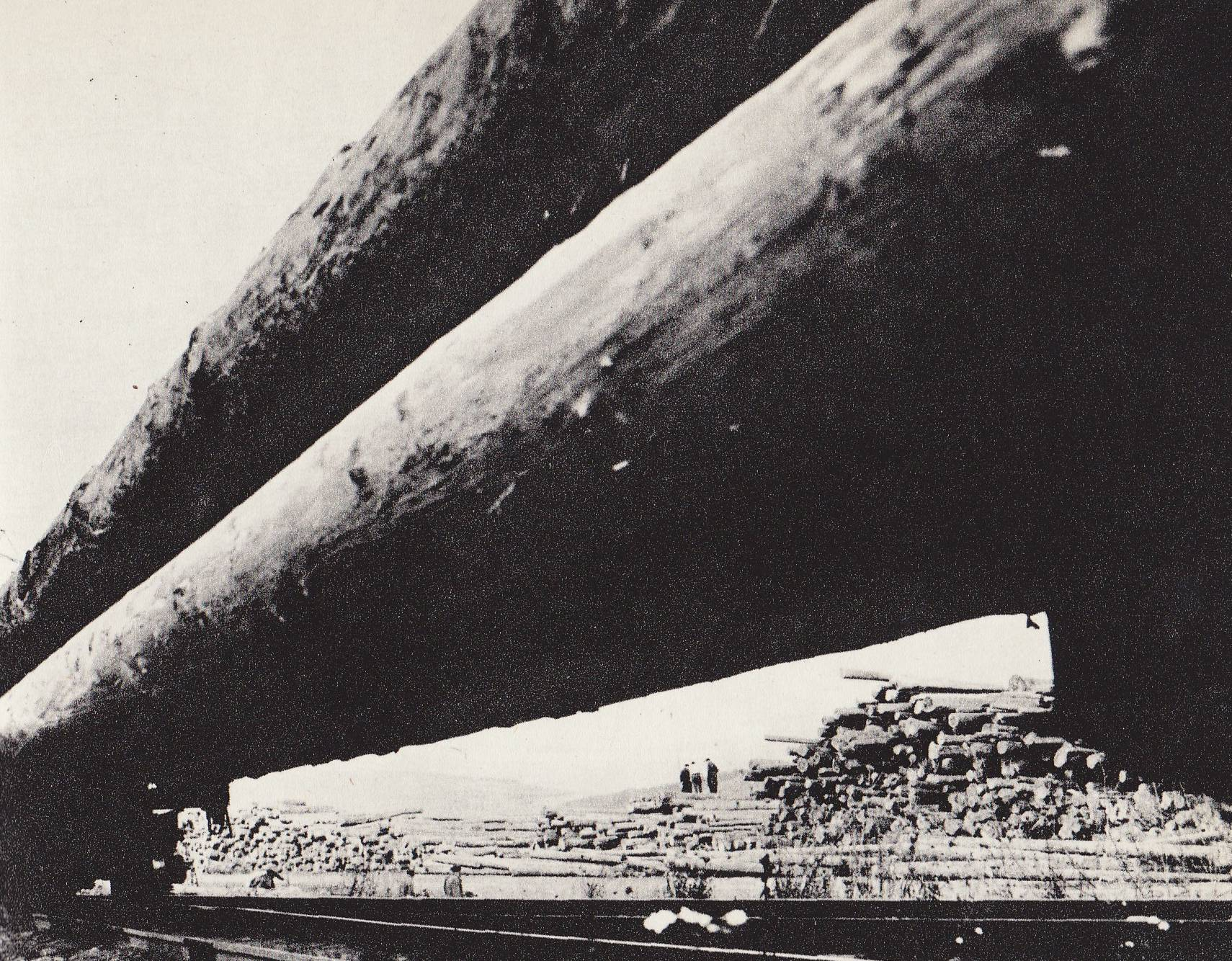
Kombinat drzewny w Rzepedzi – drewno czeka na rozładunek

Rzepedź – wieś w Polsce położona w województwie podkarpackim, w powiecie sanockim, w gminie Komańcza. Leży na pograniczu Beskidu Niskiego i Bieszczadów. Składa się z dwóch części: historycznej w dolinie potoku Rzepedka oraz późniejszej, przemysłowej u zbiegu rzek Osławy i Osławicy.
Wieś królewska Rzepec położona na przełomie XVI i XVII wieku w ziemi sanockiej województwa ruskiego, w drugiej połowie XVII wieku wieś Rzepiedza należała do starostwa krośnieńskiego. W latach 1975–1998 miejscowość administracyjnie należała do województwa krośnieńskiego. Przez wieś przebiega droga wojewódzka nr 892. Nazwa wsi wywodzi się z języka Wołochów - repede znaczy szybki, bystry potok.

## Części wsi
| SIMC    | Nazwa     | Rodzaj    |
| ------- | --------- | --------- |
| 0354436 | Osiedle A | część wsi |
| 0354442 | Osiedle B | część wsi |
| 1064485 | Osiedle C | część wsi |

## Historia
Rzepedź lokowano jako wieś królewską w 1526 na mocy przywileju wydanego przez starostę sanockiego Mikołaja Wolskiego. Z tego roku pochodzi też wzmianka o pierwszej cerkwi we wsi. W 1565 obrabiano tu 22 łany kmiece oraz po 1 łanie popa i kniazia. W 1657 w trakcie swojego pochodu przez Karpaty wieś najechał i zniszczył Jerzy Rakoczy. Po spustoszeniu wsi obrabiano tu 2,5 łana ziemi.
Wieś należała do ziemi sanockiej wchodzącej w skład województwa ruskiego. W wyniku I rozbioru Polski znalazła się w zaborze austriackim, w cyrkule leskim, a następnie sanockim.
Po rozbiorach Rzepedź należała do dóbr rządowych. Na początku XIX w. kupił ją Jan Kanty Podolecki. Przed przybyciem do Rzepedzi przebywał w Lesku w majątku Wincentego Krasickiego, gdzie spędził dzieciństwo i młodość. Po jego śmierci, przeniósł się wraz z rodzicami do Rzepedzi. Tu mieszkał przez kolejne 20 lat, badając kulturę Łemków i prowadząc działalność społeczno-polityczną oraz zarządzając majątkiem w Rzepedzi. Dwór w Rzepedzi stał się miejscem ożywionego życia towarzyskiego i schronienia dla powstańców i emisariuszy. Na podstawie miejscowego podania napisał powieść; „Hnatowe Berdo” i „Elegię na śmierć wieszcza z Miodobrodu Tymona Zaborowskiego”.
W 1824 wybudowano, a następnie dwa lata później konsekrowano zachowaną do dziś cerkiew greckokatolicką pw. św. Mikołaja. W 1896 cerkiew przebudowano i odnowiono.
Po 1832 wieś nabył Stanisław Niezabitowski, oficer wojsk polskich, który po upadku powstania listopadowego osiadł tu na resztę życia. W 1876 pochowany na cerkiewnym cmentarzu. Nagrobek zachowany do dziś.
W 1872 wybudowano przez wieś linię kolejową Nowy Zagórz – Łupków, a następnie we wsi przystanek kolejowy.
W 1889 we wsi znajdowało 117 domostw (775 mieszkańców: 712 grekokatolików, 42 żydów, 21 rzymskich katolików).
W czasie I wojny światowej w okolicach toczyły się ciężkie walki. Od listopada 1918 do stycznia 1919 wieś znajdowała się na terenie Republiki Komańczańskiej.
Według spisu z 1921 było tu 141 domów i 817 mieszkańców (w tym 745 grekokatolików, 44 rzymskich katolików, 28 żydów). W 1938 – 126 domów.
W latach 20. XX w. Jan syn Stanisława Potockiego z Rymanowa wybudował linię kolejki wąskotorowej o długości ok. 10 km obejmującej Rzepedź-Duszatyn-Mików. Służyła do transportu drewna.
W okresie II Rzeczypospolitej wieś w powiecie sanockim województwa lwowskiego. Rzepedź stanowiła garnizon macierzysty Batalionu KOP „Komańcza”. W 1944-1946 nacjonaliści ukraińscy z OUN-UPA zamordowali tutaj 4 Polaków, w tym 2 kolejnych sołtysów. W walkach z banderowcami zginęło 2 żołnierzy Wojska Polskiego.
Po II wojnie światowej wieś wysiedlono w ramach akcji „Wisła”. Pozwolono zostać tylko kilku rodzinom zatrudnionym na kolei. Cerkiew upaństwowiono i przekazano pod zarząd łacińskiej parafii w Komańczy. Po 1956 część dawnych mieszkańców powróciła. W 1962 roku otworzono w Rzepedzi Bieszczadzkie Zakłady Przemysłu Drzewnego. Fabryka produkowała m.in. płyty wiórowe, domki drewniane letniskowe. Zatrudniała ok. 700 osób (obok zakładu wybudowano osiedle pracownicze). Wraz z budową Zakładów zaplanowano odbudowę i rozbudowę kolejki wąskotorowej. Przedwojenną linię przedłużono z Mikowa do Smolnika oraz połączono z zasadniczą linia Bieszczadzkiej Kolejki Leśnej Nowy Łupków-Majdan. Kolejka dowoziła surowiec do fabryki. W latach 90. XX w. Zakłady Przemysłu Drzewnego upadły. Obecnie znajduje się w nich zakład firmy meblarskiej Nowy Styl. 
W 1982 wybudowano katolicki kościół parafialny pw. Błogosławionego Maksymiliana Kolbego. W 1987 cerkiew pw. św. Mikołaja powróciła do parafii greckokatolickiej w Komańczy.

## Zabytki
- cerkiew św. Mikołaja z 1824
- dzwonnica z 1824
- cmentarz cerkiewny
- cmentarz parafialny
- kaplica pw. Proroka Ilji z lat 30. XX w.

Cerkiew św. Mikołaja
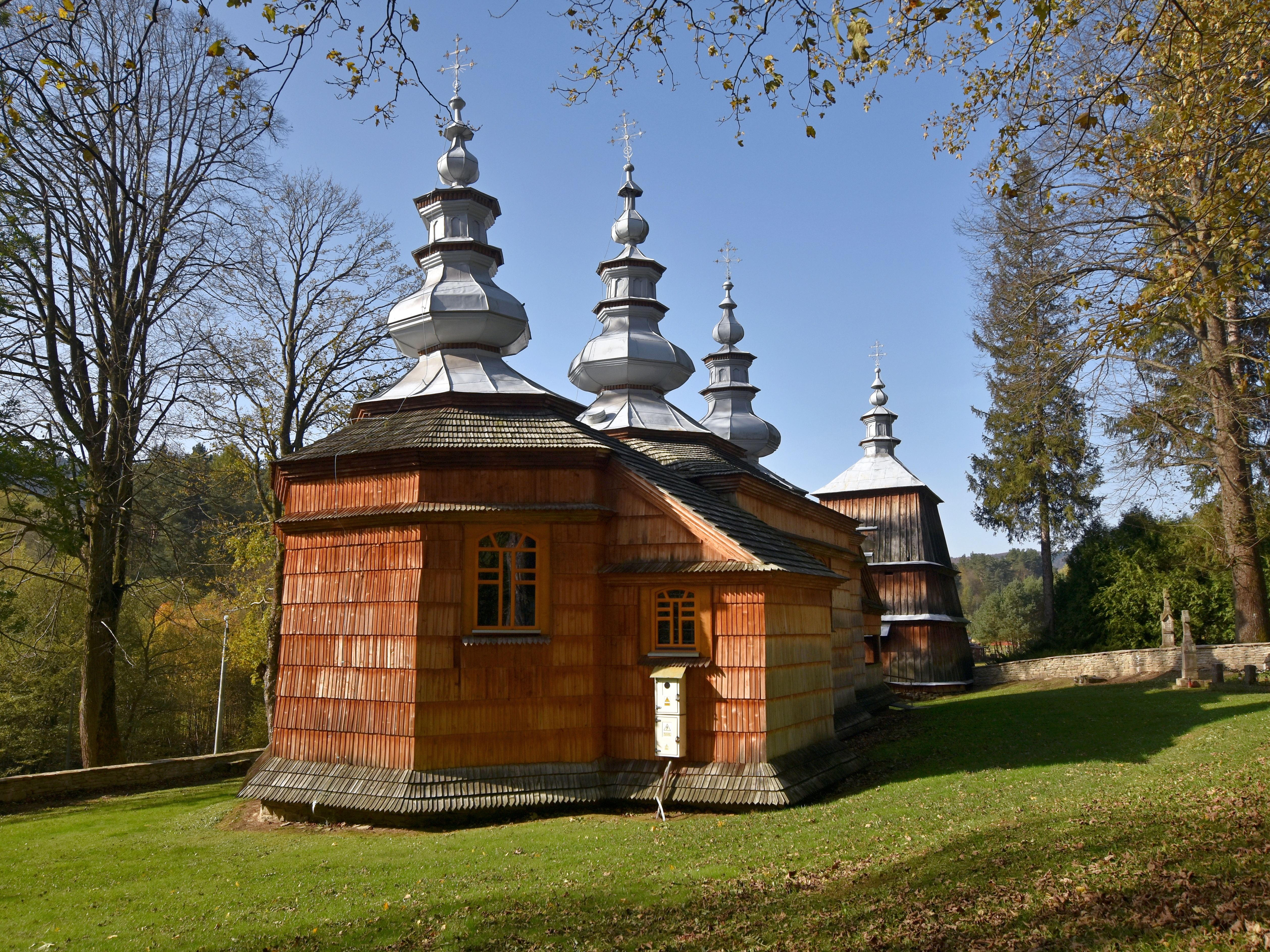
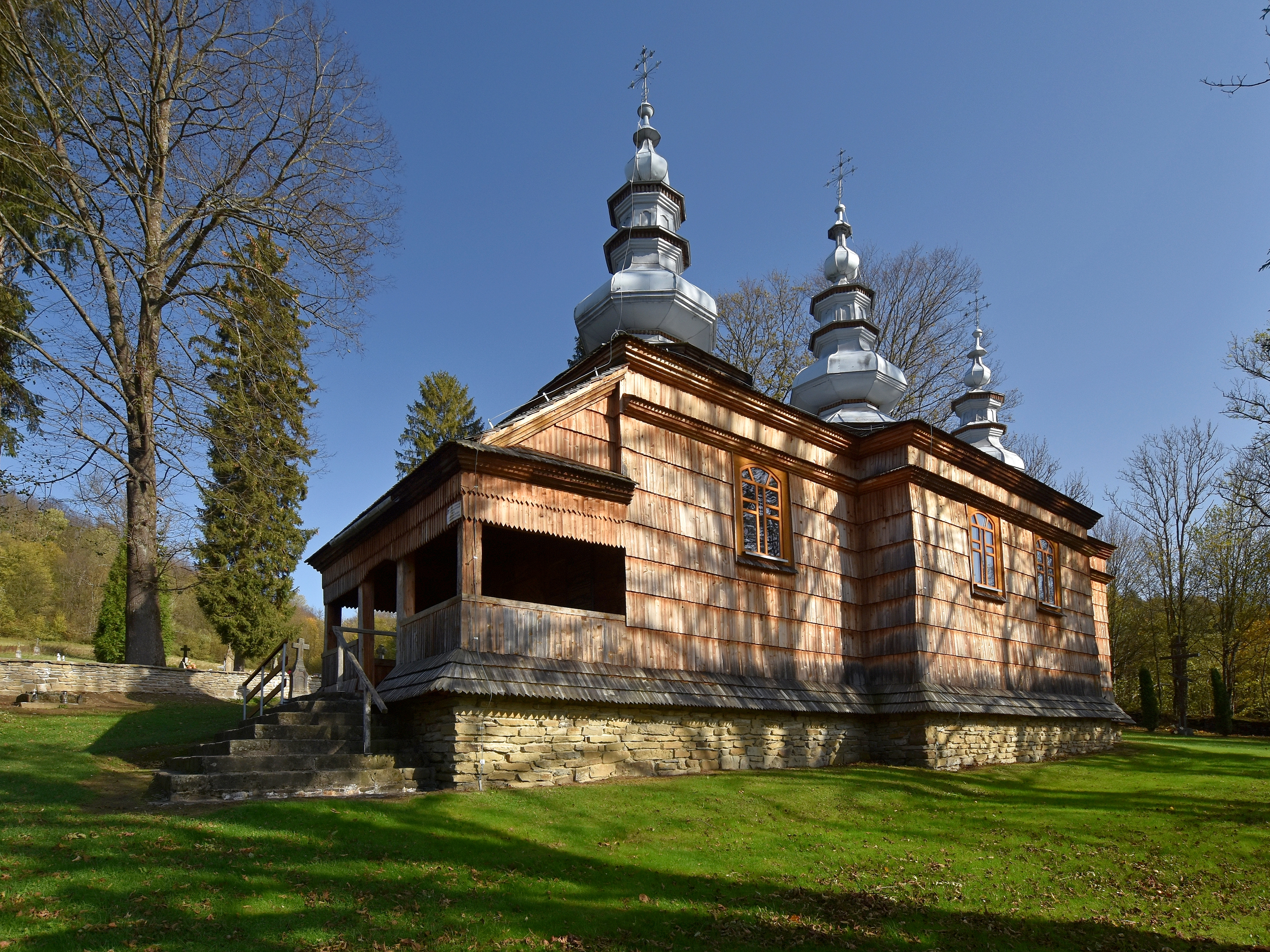
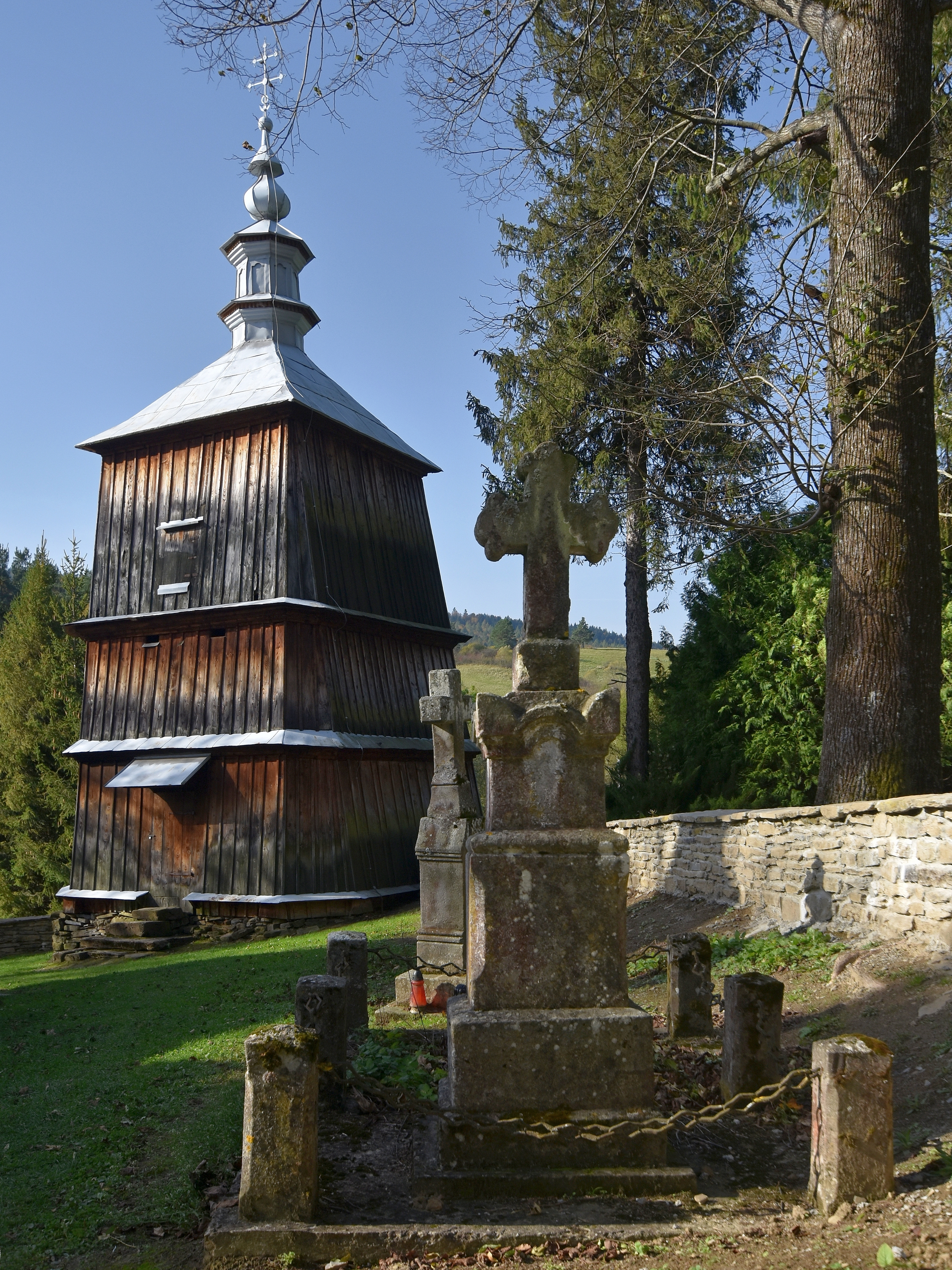

## Osoby związanie z miejscowością
- Teodor Majkowicz
- Wiesław Nadowski
- Jan Kanty Podolecki
- Jakub Stalica
- Kazimierz Józef Turowski
- Mieczysław Żarski